# Tito Livio Burattini
Tito Livio Burattini  (né en  1617 à Agordo en Italie, décédé en 1681 à Cracovie en Pologne), philosophe italien, a porté tout au long de sa vie un intérêt pour les sciences, les inventions, les machines, l'architecture, les voyages et l'égyptologie. Il s'est également penché sur des problèmes de mathématiques, de physique, d'astronomie, de géodésie et d'économie de son époque.

## Biographie
Tito (Livio) Burattini vécut de 1637 à 1641 en Égypte où il prépara une triangulation cartographique du pays, mesura de nombreuses pyramides, obélisques et monuments et essaya de les classifier. À son retour en Europe il s'établit d'abord quelque temps en Allemagne, puis en 1642 à Cracovie où il servit d'architecte à la cour de Pologne. Il réalisa alors des expériences d'optique et contribua à la découverte d'irrégularités à la surface de Vénus en collaboration avec les astronomes Stanislaw Puldowsky, ancien étudiant de Galilée, et Girolamo Pinocci. Il devint également un fabricant réputé de lentilles pour microscopes et télescopes, offrant parfois quelques-unes de ses créations au cardinal Léopold de Médicis.

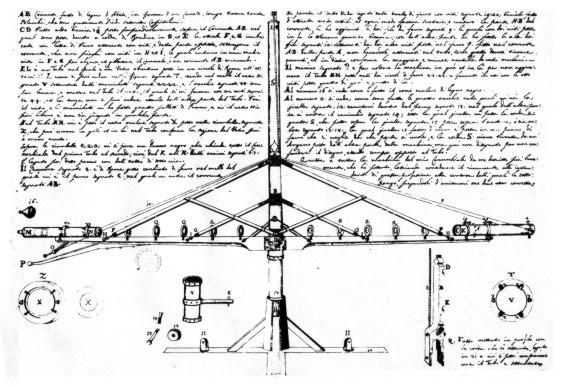
Burattini Telescopio 60 piedi

En 1645 il publia Bilancia Sincera, où il proposa une amélioration de la théorie sur l'équilibre hydrostatique de Galilée. En 1675 paraît son ouvrage Misura Universale, dans lequel il renomme l'unité de mesure universelle proposée par John Wilkins en mètre (metro cattolico, traduction acceptable, dans le contexte socio-religieux de l'époque, de mesure universelle) et la redéfinit comme étant la longueur d'un pendule qui oscille avec une demi-période d'une seconde, soit une longueur correspondant à environ 993,9 mm actuels. Méconnue à l'époque de Burattini, la gravitation fait cependant que cette valeur puisse varier selon le lieu. Il faudra néanmoins attendre plus d'un siècle pour qu'en 1791 l'Académie des sciences de France redéfinisse cette unité pour lui donner une valeur plus constante.

## Liste partielle des publications

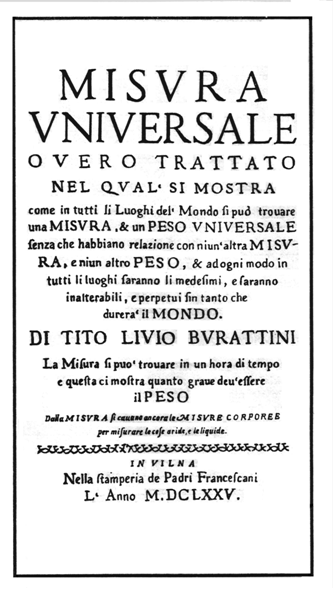

- La Bilancia Sincera, traité qui corrige et en partie modifie la théorie sur l'équilibre hydrostatique de Galilée, spécifiant plus précisément les densités des métaux précieux.
- Misura Universale, où est établie une mesure universelle de longueur: le mètre, défini comme la longueur d'un pendule qui oscille avec une demi-période d'une seconde.